# Иске-Юрт (Пестречинский район)
Иске-Юрт (тат. Иске Йорт) — деревня в Пестречинском районе Республики Татарстан, в составе Читинского сельского поселения.

## География
Деревня находится на реке Мёша, в 13 км к востоку от районного центра — села Пестрецы.
В 1,5 км северо-восточнее деревни, на правобережном склоне долины реки Мёша расположен природный заказник «Старая мельница».

## История
В окрестностях деревни выявлен памятник археологии — Искеюртское местонахождение (предположительно, эпоха бронзы).
Основание деревни относят к периоду Казанского ханства, по другой версии, после 1619 года жителями городища Чаллы (вблизи деревни Тябердино Челны, ныне Рыбно-Слободского района).
В сословном плане, в XVIII веке и вплоть до 1860-х годов, жителей деревни причисляли к государственным крестьянам. Их основные занятия в этот период — земледелие и разведение скота.
По сведениям из первоисточников, в начале XX столетия в деревне существовали мечеть, медресе, 3 мелочные лавки. В этот период земельный надел сельской общины составлял 935 десятин.
До 1920 года деревня входила в Селенгушскую волость Лаишевского уезда Казанской губернии. С 1920 года в составе Лаишевского кантона ТАССР. С 14 февраля 1927 года в Рыбно-Слободском, с 10 августа 1930 года в Пестречинском районах.
В 1931 году в деревне был образован первый колхоз, с 1997 года сельскохозяйственный производственный кооператив «Чита» (действовал до 2006 г.).

## Население
| 1859 | 1897 | 1908 | 1920 | 1926 | 1949 | 1958 | 1970 | 1979 | 1989 | 2002 | 2010 | 2020 |
| ---- | ---- | ---- | ---- | ---- | ---- | ---- | ---- | ---- | ---- | ---- | ---- | ---- |
| 333  | 594  | 560  | 693  | 700  | 423  | 441  | 402  | 360  | 174  | 142  | 128  | 93   |

Национальный состав села — татары.

## Экономика
Жители занимаются преимущественно растениеводством, молочным животноводством, овцеводством.

## Инфраструктура
В деревне действуют библиотека (с 1946 г.), клуб (с 1968 г.), фельдшерско-акушерский пункт.

## Религия
Мечеть (с 2006 г.).